# Trichoplusia viettei
Trichoplusia viettei är en fjärilsart som beskrevs av Claude Dufay 1968. Trichoplusia viettei ingår i släktet Trichoplusia och familjen nattflyn. Inga underarter finns listade i Catalogue of Life.